# Potamorhina laticeps
Potamorhina laticeps är en fiskart som först beskrevs av Valenciennes, 1850.  Potamorhina laticeps ingår i släktet Potamorhina och familjen Curimatidae. Inga underarter finns listade i Catalogue of Life.